# Myioclura necopina
Myioclura necopina là một loài ruồi trong họ Tachinidae.